# Olympus Rugby XV Madrid
Olympus Rugby XV Madrid fue un equipo de rugby que compitió en la European Challenge Cup. El equipo se formó para jugar la European Challenge Cup 2009-10, y estuvo formado por jugadores que jugaron en las ligas nacionales españolas. Después de una ausencia de tres temporadas, tuvieron la intención de participar en la European Challenge Cup 2013-14, pero se vieron obligados a retirarse debido a problemas económicos. 

## European Challenge Cup 2009-10
Olympus Rugby XV Madrid compitió en la temporada 2009-10 de la European Challenge Cup. El equipo estaba formado por jugadores que jugaban en las ligas nacionales españolas.
Perdieron sus seis partidos de grupo y terminaron cuartos en la tabla de la fase de grupos.

### Fase de grupos 2009-10
| Team | P | V | E | D | Ensayos a favor | Ensayos en contra | Dif de ensayos | Puntos a favor | Puntos en contra | Dif de puntos | TB | LB | Pts |
| --- | - | - | - | - | --------------- | ----------------- | -------------- | -------------- | ---------------- | ------------- | -- | -- | --- |
| Connacht | 6 | 6 | 0 | 0 | 28              | 5                 | +23            | 199            | 63               | +136          | 2  | 0  | 26  |
| Montpellier | 6 | 4 | 0 | 2 | 18              | 10                | +8             | 158            | 92               | +66           | 2  | 1  | 19  |
| Worcester Warriors | 6 | 2 | 0 | 4 | 18              | 8                 | +10            | 140            | 83               | +57           | 2  | 3  | 13  |
| Olympus Madrid | 6 | 0 | 0 | 6 | 4               | 45                | −41            | 44             | 303              | −269          | 0  | 0  | 0   |
| Fuente : www.ercrugby.com Points breakdown: *4 puntos por victoria *2 puntos por empate *1 punto bonus por derrota por 7 puntos o menos *1 punto bonus por hacer 4 o más ensayos en un partido |   |   |   |   |                 |                   |                |                |                  |               |    |    |     |

## Equipo 2009-10
| Jugador                    | Posición      |
| -------------------------- | ------------- |
| Javier Arbelaitz           | Talonador     |
| Chema Bohórquez            | Talonador     |
| Marcelo Vargas             | Talonador     |
| Víctor Acevedo             | Pilar         |
| David Gurgenadze           | Pilar         |
| Sebastian Hattori          | Pilar         |
| Ion Insausti               | Pilar         |
| Alex Onega Camacho         | Pilar         |
| Javier Salazar Lizarraga   | Pilar         |
| Manuel Serrano             | Pilar         |
| Oscar Astarloa             | Segunda línea |
| Leandro Fernández-Aramburu | Segunda línea |
| Pol Massoni                | Segunda línea |
| Jesús Recuerda             | Segunda línea |
| Sergio Souto               | Segunda línea |
| Martín Aceña               | Flanker       |
| Rafael Camacho Bilbao      | Flanker       |
| Iván Criado                | Flanker       |
| Juan González Marruecos    | Flanker       |
| Gensen Palmers             | Flanker       |

| Jugador                  | Posición   |
| ------------------------ | ---------- |
| César Bernasconi         | Número 8   |
| Matthew Cook             | Número 8   |
| Sergi Guerrero           | Número 8   |
| Pablo Feijoo (c)         | Medio melé |
| Hernán Quirelli          | Medio melé |
| Carlos Arenas Muñoz      | Apertura   |
| Jeremias Palumbo         | Apertura   |
| César Sempere            | Apertura   |
| Javier Canosa            | Centro     |
| Fernando Díez            | Centro     |
| Martín Heredia           | Centro     |
| David Mota Sierra        | Centro     |
| Juan Cano                | Ala        |
| Ignacio Gutiérrez Müller | Ala        |
| Benjamín Pardo           | Ala        |
| Lucas Poggi              | Ala        |
| Manuel Mazo              | Zaguero    |
| Marcos Poggi             | Zaguero    |
| Matías Tudela            | Zaguero    |

## European Challenge Cup 2013-14
Tras una ausencia de tres temporadas, el equipo tuvo intención de participar en la temporada 2013-14 de la European Challenge Cup .  En el sorteo realizado el 5 de junio de 2013 en el Estadio Aviva de Dublín, el Olympus Madrid quedó agrupado en el Grupo 5 con el Stade Français de Francia, el London Irish de Inglaterra y el Cavalieri Prato de Italia. 
Sin embargo, por problemas económicos, el equipo se retiró de la competición y fue reemplazado por Lusitanos XV el 2 de septiembre de 2013.